# Johan Willem Beyen
Johan Willem Beyen (Utrecht, 2 maggio 1897 – L'Aia, 29 aprile 1976) è stato un politico olandese, Ministro degli affari esteri dei Paesi Bassi dal 1952 al 1956, in coabitazione con Joseph Luns.
Per il suo importante ruolo nella creazione della Comunità europea è considerato tra i padri fondatori dell'Unione europea.

## Biografia
Beyen è cresciuto a Utrecht e nella vicina città di Bilthoven. Ha studiato legge all'Università di Utrecht. Nel 1918 conseguì il dottorato in giurisprudenza.
Dopo gli studi Beyen è stato assunto come assistente temporaneo presso il Ministero delle Finanze. A quel tempo aveva solo 21 anni. Nel giro di pochi anni raggiunse il grado di vice tesoriere generale.
Dopo il 1924, Beyen ricoprì diversi incarichi nel settore degli affari: segretario del consiglio di amministrazione di Philips, capo della filiale olandese della banca centrale delle Indie orientali olandesi, direttore di uno dei predecessori della Banca AMRO, vicepresidente e dal 1937 presidente della Banca dei Regolamenti Internazionali di Basilea e direttore di Unilever.
Durante la seconda guerra mondiale fu, oltre alla sua posizione in Unilever, consigliere finanziario del governo olandese in esilio a Londra. Nel 1944 ebbe un ruolo importante durante la conferenza di Bretton Woods dove furono poste le basi per la Banca Mondiale e il Fondo Monetario Internazionale. Dal 1946 fu rappresentante olandese nel consiglio della Banca Mondiale e dal 1948 anche in quello del FMI.

## Ministro degli Esteri
Nel 1952 Wim Beyen, che non apparteneva a un partito politico, fu nominato ministro degli Esteri nel secondo gabinetto Drees. Gli fu chiesto di garantire un migliore equilibrio dei poteri all'interno del governo. 
Dopo le elezioni del 1956, la carriera politica di Beyen terminò. 
Beyen ha svolto un ruolo molto importante nella creazione della Comunità Economica Europea.
Nell'agosto del 1954 erano falliti i piani per creare una Comunità politica europea e una forza di difesa comune, la Comunità europea di difesa, quando la Francia si rifiutò di ratificare il Trattato.
Beyen si rese conto che l'integrazione europea in campo politico sarebbe stata impossibile nel prossimo futuro. Era convinto che dovesse iniziare con la cooperazione economica, e sviluppò un piano che richiedeva un mercato comune europeo, unito all'idea di una comunità politica. Era favorevole all'integrazione orizzontale invece di continuare con un'integrazione settore per settore sulla falsariga della Comunità europea del carbone e dell'acciaio (CECA). 
Il 4 aprile 1955 inviò ai colleghi del Benelux Paul-Henri Spaak e Joseph Bech un memorandum in cui proponeva la sua idea di unione doganale . In una riunione dei tre ministri degli Esteri del Benelux a L'Aia il 23 aprile 1955 hanno redatto un memorandum congiunto per presentare ai loro colleghi della CECA. Hanno finalizzato il memorandum (il memorandum Benelux) il 18 maggio 1955 e lo presentò ai governi di Francia, Germania e Italia il 20 maggio 1955. Essi proponevano di discutere in una conferenza dei sei paesi partecipanti alla CECA la via verso un'integrazione generale dell'economia europea .
Questa conferenza, la Conferenza di Messina, si tenne dal 1 al 3 giugno 1955. Beyen era a capo della delegazione olandese. La risoluzione finale della conferenza rifletteva in gran parte il punto di vista di Beyen. Ha costituito la base per ulteriori lavori per rilanciare l'integrazione europea e avrebbe portato ai Trattati di Roma nel 1957 e alla formazione della Comunità economica europea e dell'Euratom nel 1958.